# Брестелник
Брестелник (рум. Brestelnic) је насеље у општини Сикевица, округ Караш-Северен у Румунији. Налази се на надморској висини од 273 м.

## Становништво
Према подацима из 2002. године у насељу је живело 29 становника, од којих су сви румунске националности.